# 涨渡湖街道
涨渡湖街道，是中华人民共和国湖北省武汉市新洲区下辖的一个乡镇级行政单位。

## 行政区划
涨渡湖街道下辖以下地区：
沐家泾社区、兴龙社区、曹家湖生产队、两莲湖生产队、田家咀生产队、二道沟生产队、沙湖生产队、段家湖生产队、卷棚桥生产队、百战湖生产队、内园滩生产队、外园滩生产队、张家列生产队、扁担列生产队、沐家泾生产队、青泥湖生产队、创新堤生产队、杨汊河生产队、牯牛滩生产队、落儿湾生产队、杨柳湾生产队、马驿湖生产队、细河沟生产队、盐包湖生产队、张草湖生产队、濠河生产队、一队村、二队村、三队村、四队村、五队村、六队村、七队村、八队村、九队村、十队村、十一队村、十二队村、十三队村和七仙湖村。